# La Marseillaise des cotillons

La Marseillaise des cotillons en l'an 1848 est un hymne féministe, écrit par Louise de Chaumont.
Le texte parut en juin 1848 dans le numéro 1 de La République des femmes, journal des cotillons, édité à Paris par les Vésuviennes, un groupe de jeunes femmes dans la tradition saint-simonienne.
Comme quantité d'autres chansons militantes, cet hymne se chante sur l'air de La Marseillaise.

## Paroles
1
Tremblez, tyrans portant culotte !

Femmes, notre jour est venu :

Point de pitié, mettons en note

Tous les torts du sexe barbu ; (bis)

Voilà trop longtemps que ça dure,

Notre patience est à bout.

Debout, Vésuviennes, debout,

Et lavons notre vieille injure.
Refrain
Liberté, sur nos fronts verse tes chauds rayons ;

Tremblez, tremblez, maris jaloux,

Respect aux cotillons !

Tremblez, tremblez, maris jaloux,

Respect aux cotillons !
2
L'homme, ce despote sauvage,

Eut soin de proclamer ses droits ;

Créons des droits à notre usage,

À notre usage, ayons des lois ! (bis)

Si l'homme en l'an quatre-vingt-treize

Eut soin de ne songer qu'à lui,

Travaillons pour nous aujourd'hui,

Faisons-nous une Marseillaise !
3
Jusqu'à ce jour, dans ce triste monde,

Tout était borgne ou de travers ;

Partout, sur la machine ronde,

La femme essuyait des revers.

Qu'un pareil chaos se débrouille,

À nous de battre le tambour !

Et vous, messieurs, à votre tour,

Filez, filez votre quenouille.
4
Combien de nous furent vexées,

Depuis le matin jusqu'au soir !

Nos pauvres paupières lassées

De pleurs étaient un réservoir. (bis)

Prenons, prenons notre revanche ;

Que le sexe battu jadis

Aujourd'hui batte ses maris.

Ainsi nous serons manche à manche.
5
On dit qu'Ève, notre grand'mère,

N'avait chemise ni maillot ;

Supprimons notre couturière,

Oui, la couturière est de trop.

La liberté, chaste amazone,

N'admet ni voiles ni verroux ;

À la barbe de nos époux

Luttons comme à Lacédémone.